# Siegfried Rauch

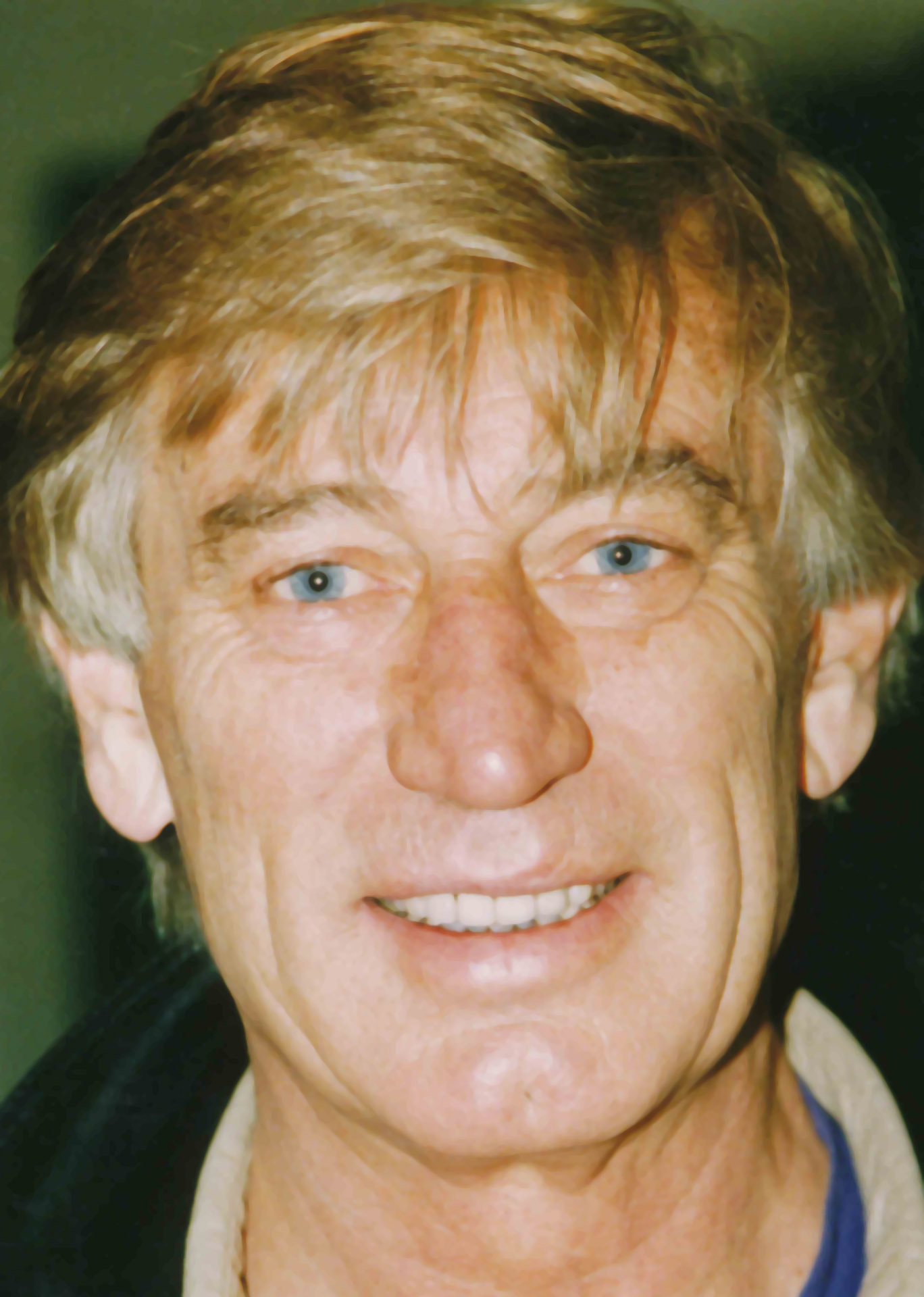
Siegfried Rauch

Siegfried Rauch (2 de abril de 1932 - 11 de marzo de 2018) fue un actor de nacionalidad alemana. Desde mediados de los años 1950 actuó en más de 135 películas y series televisivas, haciéndose famoso gracias a su trabajo en Es muß nicht immer Kaviar sein, Die glückliche Familie, Das Traumschiff y Der Bergdoktor.

## Biografía
Nacido en Landsberg am Lech, Alemania, Rauch en sus comienzos quería ser arquitecto. Sin embargo, comenzó a estudiar teatro y se formó como actor. Su debut cinematográfico llegó con un papel de reparto en 1956 en Die Geierwally. Sin embargo, en los años siguientes su carrera discurrió principalmente en los escenarios teatrales.
Tras diversas actuaciones teatrales en Bremen, Múnich, Berlín y Hamburgo, Rauch trabajó cada vez con mayor frecuencia en el cine y en la televisión. Uno de sus papeles más destacados fue el de Capitán Oskar Steiger en el film biográfico Patton, que obtuvo siete Premios Oscar. En 1971 fue coprotagonista, junto a Steve McQueen, de la película Le Mans. 
En 1977 encarnó a Thomas Lieven en la serie televisiva Es muß nicht immer Kaviar sein. En la serie de 14 episodios basada en historias de Karl May Mein Freund Winnetou (1980), Rauch fue Old Shatterhand. Le siguieron papeles en la serie Die glückliche Familie, con Maria Schell, y Wildbach, y desde 1999 a 2013 fue el Capitán Jakob Paulsen en la serie de ZDF Das Traumschiff. Además, desde 2007 fue el Dr. Roman Melchinger en otra serie de ZDF, Der Bergdoktor, y a partir de 2017 actuó en diferentes episodios de la producción de SAT.1 Knallerkerle.
Además de actuar, Rauch también publicó varios libros, como los publicados por Verlag Herder Meine schönsten Weihnachtsgeschichten y Käpt’ns Dinner. En 2016 editó Unser Le Mans, Steve McQueen – Der Film. Die Freundschaft. Die Fakten, acerca de su amistad con Steve McQueen, con el cual trabajó en Le Mans y que fue padrino de su hijo.
Rauch también fue cantante, aunque abandonó esa actividad para centrarse en la interpretación. Con la Orquesta de Martin Böttcher publicó en 1979 Frei sein, wie der Mann der in den Bergen lebt, una versión del tema escrito por Thom Pace Maybe, tema musical de la serie televisiva The Life and Times of Grizzly Adams. También lanzó en 2016 el CD Moonlight and Lovesongs.
En el año 2016 fue nombrado embajador de la compañía Bayerische Seenschifffahrt, y en 2017 fue premiado con la Medalla del Estado Libre de Baviera. 
Desde el año 1964 estuvo casado con Karin Rauch, con la que tuvo dos hijas, y con la que vivió en sus últimos años en Obersöchering. Siegfried Rauch falleció allí el 11 de marzo de 2018 a causa de una insuficiencia cardiaca. Tenía 85 años de edad. Fue enterrado en su población de residencia.

## Filmografía (selección)
- 1956 : Die Geierwally
- 1956 : Der Jäger von Fall
- 1965 : Mach's Beste draus (telefilm)
- 1966 : Kommissar X – Drei gelbe Katzen
- 1967 : Der Mönch mit der Peitsche
- 1967 : Mister Dynamit – Morgen küßt Euch der Tod
- 1967 : Die fünfte Kolonne (serie TV), episodio Ein Anruf aus der Zone
- 1967 : Das Kriminalmuseum (serie TV), episodio Die Kamera
- 1968 : Im Banne des Unheimlichen
- 1968 : Peter und Sabine
- 1968 : Kommissar X – Drei blaue Panther
- 1969 : Tausendundeine Nacht (serie TV)
- 1969 : Ein dreifach Hoch dem Sanitätsgefreiten Neumann
- 1970 : Patton
- 1970 : O Happy Day
- 1970 : Engel, die ihre Flügel verbrennen
- 1971 : Le Mans
- 1972 : Tatort (serie TV), episodio Kennwort Fähre
- 1973 :  Elephant Boy  (serie TV), episodio Die letzte Tigerjagd
- 1973 : Lawinenpatrouille (serie TV)
- 1973 : Little Mother
- 1974 : Der Jäger von Fall
- 1974 : Wetterleuchten über dem Zillertal
- 1974 : Der kleine Doktor (serie TV), episodio Die Notbremse
- 1974 : Zwei himmlische Dickschädel
- 1974 : Die großen Detektive (serie TV)
- 1975 : Bitte keine Polizei (serie TV)
- 1975 : Tatort (serie TV), episodio Das zweite Geständnis
- 1976 : The Eagle Has Landed
- 1976 : Derrick (serie TV), episodio Auf eigene Faust
- 1977 : Derrick (serie TV), episodio Mord im TEE 91
- 1977 : Die Standarte
- 1977 : Es muß nicht immer Kaviar sein (serie TV)
- 1977 : Tatort (serie TV), episodio Schüsse in der Schonzeit
- 1977 : Waldrausch
- 1978 : A chi tocca, tocca…!
- 1979 : Escape to Athena
- 1979 : Winnetou le Mescaléro (serie TV)
- 1979–1980 : The Flying Kiwi (serie TV)
- 1980 : The Big Red One
- 1980 : Contamination
- 1981 : Wie der Mond über Feuer und Blut (telefilm)
- 1983 : Derrick (serie TV), episodio Via Genua
- 1983 : Unsere schönsten Jahre (serie TV), episodio Schau den Mond an
- 1984 : Niemand weint für immer
- 1985 : Tatort (serie TV), episodio  Schmerzensgeld
- 1986 : Irgendwie und Sowieso (serie TV)
- 1986 : Der Stein des Todes
- 1987–1993 : Die glückliche Familie (serie TV)
- 1990 : Fire, Ice & Dynamite
- 1992 : Happy Holiday (serie TV), episodio Keine Angel ohne Haken
- 1993–1997 : Wildbach (serie TV)
- 1997 : Forsthaus Falkenau (serie TV), episodio Die Husky-Story
- 1997–2013 : Das Traumschiff (serie TV), 38 episodios
- 2002 : Eva – ganz mein Fall (serie TV)
- 2004 : Edel & Starck (serie TV), episodio Eine Landpartie
- 2005 : Die Geierwally (telefilm)
- 2005 : Der Ruf der Berge (telefilm)
- 2006 : Liebe auf vier Pfoten (telefilm)
- 2007 : Das Wunder der Liebe (telefilm)
- 2007 : Das Geheimnis meiner Schwester (telefilm)
- 2007 : Der Bulle von Tölz (serie TV), episodio Krieg der Camper
- 2007 : Der Ruf der Berge - Schatten der Vergangenheit (telefilm)
- 2007–2013 : Kreuzfahrt ins Glück (serie TV), 17 episodios
- 2008–2018 : Der Bergdoktor (serie TV)
- 2009 : Schwarzwaldliebe (telefilm)
- 2009 : Die Landärztin (serie TV), episodio Schleichendes Gift
- 2011 : Beate Uhse – Das Recht auf Liebe (telefilm)
- 2013 : Die Landärztin – Entscheidung des Herzens (telefilm)
- 2013 : Die Landärztin – Vergissmeinnicht (telefilm)
- 2014 : Um Himmels Willen (serie TV), episodio Feuer unterm Dach
- 2017–2018 : Knallerkerle (serie TV)

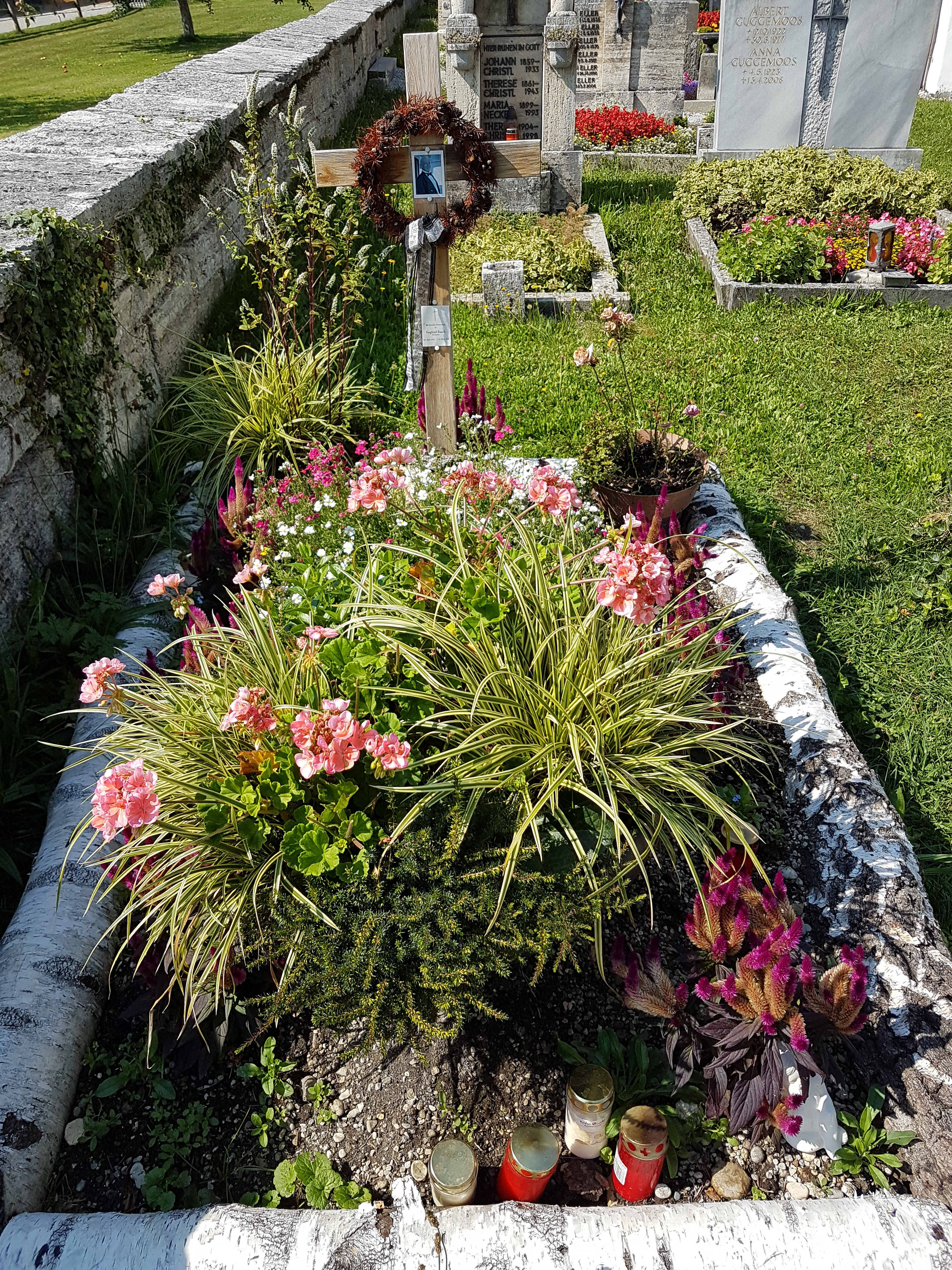
Tumba de Siegfried Rauch

## Discografía
- Siegfried Rauch: Mich stört der Regen nicht (CD, 1996), WEA, CBU 67 019
- Siegfried Rauch: Moonlight & Lovesongs (CD, 2015)